# Предроманика
Предроманиката е период в европейското изкуство, водещ началото си от появата на меровингското кралство през 500 г. и Каролингския ренесанс в края на VIII век до началото ХІХ век.
Основна тема в този период е въвеждането и усвояването на класически средиземноморски и раннохристиянски стилове с германски, които след това се превръщат приемат чисто нови форми. Това на свой ред дава възход на римското изкуство през 11 век. В очертанията на средновековното изкуство е предшествано „миграционният период“ на „варварските“ народи: Островно-саксонското изкуство в британските острови и изкуството на мировингите.
В по-голямата част от Западна Европа римската архитектурна традиция оцелявала след рухването на Римската империя. Меровингите (франките) продължават да строят големи каменни сгради като манастирски църкви и дворци.
Обединяването на франското кралство под царуването на крал Кловис I (465 – 511) и неговите наследници съответствало на необходимостта от построяването на манастирските църкви, тъй като те били по управлението меровингийската църква. Двеста манастира се намирали на юг от Лоара, когато през 585 г. в Европа пристига ирландският мисионер Св. Колумбанус. Към края на VII в. в кралството на Мировингите само в подем били 400 манастира. Сградите от тази епоха били построени като римски базилики.
Много археологически планове са преустроени от Меровинги. Описанието в историята на епископ Грегъри Турс "Историята на франките на базиликата Свети Мартин, построена в Турс от Св. Перпетус (епископ 460 – 490) в началото на периода и по това време на ръба на франската територия, дава причина да съжалява за изчезването на тази сграда, една от най-красивите меровингски църкви, която според него имала 120 мраморни колони, кули на източния край и няколко мозайки: „Свети Мартин показа вертикален акцент и комбинацията от блокове, образуващи сложно вътрешно пространство и съответно богат външен силует, които са отличителните белези на стила Романика“.
Меровинската династия е заменена от каролингската династия през 752 г. сл. Хр., която създава каролингската архитектура от 780 до 900 г. и отонийската архитектура в Свещената Римска империя от средата на 10 век до средата на 11 век. Тези последователни франкските династии допринасят значително за развитието на архитектурата от стила Романика.